# Keeps Gettin’ Better
„Keeps Gettin’ Better” – piosenka electropopowa stworzona na pierwszy album kompilacyjny amerykańskiej piosenkarki Christiny Aguilery złożony z największych hitów artystki, Keeps Gettin’ Better – A Decade of Hits (2008). Wyprodukowany przez Lindę Perry, utwór wydany został jako inauguracyjny singel promujący krążek dnia 9 września 2008 roku.
Singel był jednym z bardziej przebojowych wydawnictw jesieni 2008. Objął sukcesywne pozycje na listach przebojów, szczególnie wysoko notowany był w krajach Ameryki Północnej (zajął między innymi miejsce #7 na Billboard Hot 100) oraz Azji. Krytycy muzyczni docenili nowy, dance’owy wizerunek wykonawczyni utworu i przyznali piosence w przeważającej ilości pozytywne recenzje.

## Informacje o utworze

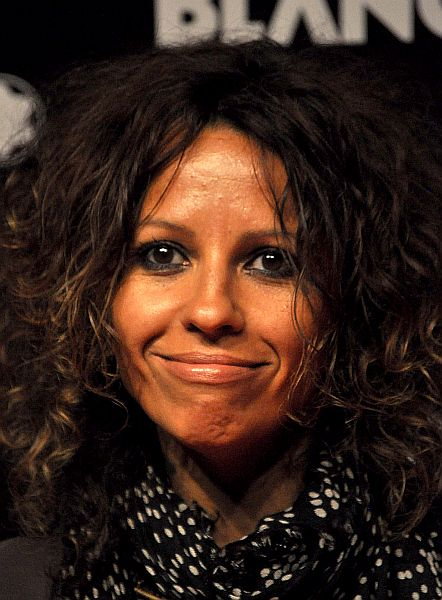
Linda Perry, współautorka i producentka nagrania.

Nagranie powstało w 2008 roku w Kung Fu Gardens, pracowni studyjnej w Północnym Hollywood. „Keeps Gettin’ Better” to kompozycja o tematyce feministycznej, napisana przez Christinę Aguilerę i Lindę Perry (także producentkę nagrania). Perry pracowała z Aguilerą nad jej przebojem „Beautiful” z 2002 roku oraz drugim dyskiem albumu Back to Basics (2006). W piosence Aguilera opisuje siebie jako „superkobietę” oraz „supersukę”. W wywiadzie dla MSN wyjaśniła: „Po urodzeniu dziecka (syna, Maksa Lirona Bratmana – przyp.), cudowne jest to, kiedy my – kobiety – jesteśmy w stanie robić rzeczy, których wcześniej byśmy po prostu nie zrobiły. Jestem ‘superkobietą’, ponieważ daję miłość, daję mleko. Z drugiej strony szybko muszę wrócić do biznesu oraz kontynuować karierę muzyczną i stoczyć walkę o szczyt. To wiąże się z etykietą suki. Jeżeli termin ten odnosi się do osoby, która jest asertywna, wie, kim jest, czy wie, czego chce od życia, niech tak będzie. Będę nosiła tę etykietę z dumą. Dla mnie jest to zmienienie znaczenia tego słowa na pozytywne”.
Piosenkę zaaranżowano w nowoczesnym, electropopowym stylu. Gatunkowo „Keeps Gettin’ Better” czerpie także z dance- i synthpopu, muzyki house oraz R&B. Skomponowany w tonacji f-moll, utwór oparty jest na schemacie metrycznym i średnio szybkich ruchach 130 uderzeń na minutę. W utworze głos Aguilery opiera się na oktawach, od F3 do C5. Inspiracją dla Aguilery były podczas tworzenia utworu takie postacie jak Andy Warhol, Roy Lichtenstein, Nico, Jane Birkin czy zespoły Blondie oraz Velvet Underground. Artystka wyznała, że materiał zrealizowany na kompilację Keeps Gettin’ Better – A Decade of Hits (2008), w tym singel tytułowy, odwołuje się do pop-artu. Cztery nowe piosenki pochodzące ze składanki natchnione są muzyką elektroniczną, w której Aguilera, jak sama powiedziała w wywiadzie, „głęboko nurkowała” po urodzeniu syna.
Wiosną 2010 roku naruszono prawa autorskie utworu. Piosence „Nuk mundem pa ty/It’s All About You”, którą artystka Juliana Pasha reprezentowała Albanię w Konkursie Piosenki Eurowizji, zarzucano wyraźne podobieństwo do singli „Keeps Gettin’ Better” Aguilery oraz „Womanizer” Britney Spears.

### Obecność w kulturze masowej
Drag queen Asia O’Hara – uczestniczka programu RuPaul’s Drag Race – wskazała „Keeps Gettin’ Better” jako swoją ulubioną piosenkę Aguilery.

## Wydanie singla
„Keeps Gettin’ Better” wydano 9 września 2008 roku w Australii, Kanadzie i poszczególnych krajach europejskich. Premiera singla w Stanach Zjednoczonych miała miejsce dwa tygodnie później, zaś ogólnie w Europie – pod koniec pierwszego tygodnia listopada. W szybkim czasie „Keeps Gettin’ Better” osiadł na pozycji #2 zestawienia najlepiej sprzedających się pojedynczych utworów w amerykańskiej odsłonie serwisu iTunes Store. Przebojem ulokował się wysoko na listach iTunes w innych krajach, w dużej mierze w Azji.
W oficjalnym zestawieniu singlowych przebojów Australii utwór zadebiutował na szczytnym miejscu #26. Choć nie wykroczył poza pozycje z Top 30 zestawienia, stał się w tym kraju hitem radiowym, podobnie, jak powstały do niego teledysk okazał się przebojem australijskich stacji telewizyjnych. W Kanadzie, na liście Canadian Hot 100, „Keeps Gettin’ Better” debiutowało na pozycji szesnastej, by już w tydzień później osiągnąć najwyższą lokatę #4. 30 września 2008 r. singel odnotował swoją premierę w amerykańskim iTunes Store. Kwestią godzin był jego debiut na pozycji #7 w zestawieniu stu najlepiej sprzedających się piosenek internetowego sklepu, w którym osiągnął on zresztą miejsce drugie. W krótkim czasie utwór został także przebojem krajowych radiofonii, a w wyniku wysokiej sprzedaży w systemie digital download debiutował na miejscu siódmym notowania Billboard Hot 100 dnia 18 października. Na oficjalnej brytyjskiej liście przebojów kompozycja osiągnęła jako szczytową lokatę #14. Utwór „Keeps Gettin’ Better” okazał się wielkim hitem w Armenii, Bułgarii, na Filipinach, w Gruzji, Indonezji, Korei Południowej i Turcji (obejmował tam pozycje w Top 3 oficjalnych notowań singlowych lub airplayowych). Wszedł także do czołowej dwudziestki listy najpopularniejszych piosenek dyskotekowych, Global Dance Track, wydawanej przez Billboard. Sprzedano ponad milion osiemset tysięcy egzemplarzy singla na całym globie.

## Opinie
Serwis internetowy Top10HM uwzględnił piosenkę w rankingu dziesięciu najlepszych singli Christiny Aguilery. Pod koniec 2008 czasopismo The Village Voice stworzyło ranking „Pazz & Jop”. wykazujący listę najlepszych kompozycji roku; znalazł się w nim utwór „Keeps Gettin’ Better”. Krytyk muzyczny, Stephen Thomas Erlewine, uznał piosenkę za drugi najlepszy singel roku 2008. Zdaniem redaktorów witryny the-rockferry.pl, „Keeps Gettin’ Better” to jedna z najlepszych kompozycji nagranych przez Aguilerę w latach 1997–2010. W podobnym rankingu umieścił utwór serwis Koncertomania (miejsce siódme z dwunastu możliwych). Pod koniec sierpnia 2014 roku Jason Lipshutz, redaktor magazynu Billboard, wskazał singel jako jeden z piętnastu największych hitów Aguilery w Stanach Zjednoczonych.

### Recenzje
Singel uzyskał generalnie pozytywne recenzje ze strony krytyków muzycznych. Magazyn Billboard stwierdził, że „podczas, gdy piosenka nie wnosi większej wartości w materiał, który znajduje się na albumie (Keeps Gettin’ Better – A Decade of Hits – przyp.), ekscytujący występ na gali MTV Video Music Awards 2008 ukazuje artystę, który doskonale wie, kiedy jest czas na zmianę. Współpraca z niezastąpioną Lindą Perry z pewnością jeszcze nie raz wyniesie Christinę na szczyty list przebojów”. Recenzent portalu Digital Spy przyjął z zadowoleniem singel. „Nie jest to najambitniejsza piosenka wokalistki, ale pochwalam fakt, że aby wydać kompilację nie tylko z największymi hitami, lecz także z kilkoma nowymi utworami, odważyła się ona na radykalną zmianę wizerunku w porównaniu do wyglądu podczas promocji krążka Back to Basics” – napisał w swym omówieniu. Tygodnik The Sunday Times uznał piosenkę za jedną z „najgorętszych”. jakie ukazały się w systemie digital download w pierwszym tygodniu listopada 2008. Filip Wiącek z serwisu internetowego AllAboutMusic.pl schlebiał utworowi, nazywając go „niebanalnym, łatwo wpadającym w ucho numerem mieszającym pop i electro”. „swoistym przygotowaniem do krążka Bionic”. Pamflecistka współtworząca witrynę muzyka.wp.pl stwierdziła, że „Keeps Gettin’ Better” to „kompozycja mocno osadzona w zimnym electro”. utwór bardzo wybuchowy. Wbrew pozytywnym głosom, Entertainment Weekly wydał mieszano-negatywną recenzję; magazyn umieścił „Keeps Gettin’ Better” na liście „szesnastu muzycznych upadków”. tłumacząc że „Aguilera nie jest jeszcze gotowa do wydania następcy albumu Back to Basics, jednak zrobiła miły gest w kierunku fanów wydając utwór szybki, dance’owy i chwytliwy.”
W omówieniu dla serwisu Koncertomania pisano: „Christina Aguilera bez problemu wpasowuje się w muzyczne mody, dlatego z łatwością poradziła sobie ze stylem electro”.

## Teledysk

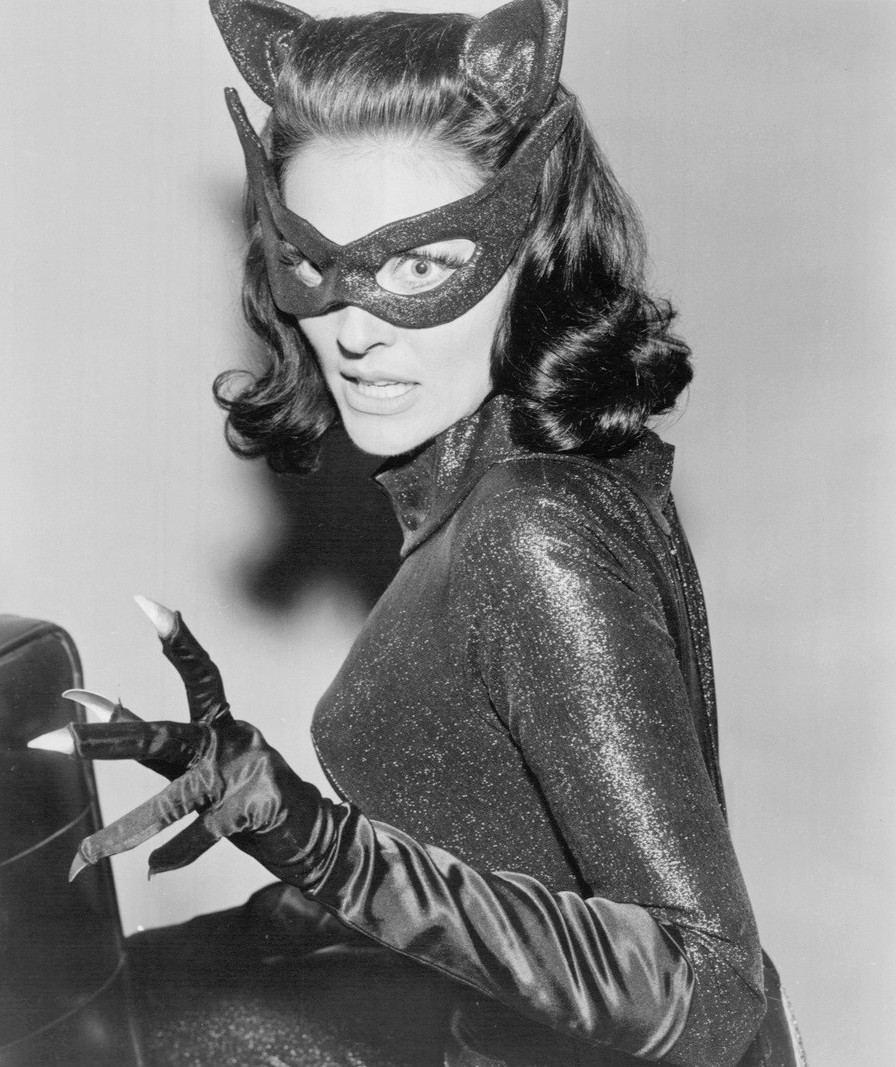
Aguilera występuje w teledysku między innymi jako Kobieta-Kot.

Począwszy od dnia 24 października 2008 roku, witryna internetowa iLike.com zaczęła publikować codziennie materiały zza kulis tworzenia teledysku do singla wraz z wywiadami z Christiną Aguilerą. Oficjalna premiera klipu miała miejsce dnia 27 października 2008 właśnie za pośrednictwem iLike. Ali Patrovi, dyrektor generalny witryny, powiedział wówczas: „Premierowa emisja wideoklipu artystki takiego formatu na łamach naszej strony to dla mnie kamień milowy.” Teledysk do singla reżyserowany był przez hollywoodzkiego filmowca Petera Berga (twórcę filmu Hancock) i ukazuje kilka wcieleń artystki. W czasie trwania klipu wokalistka przybiera różne elementy garderoby oraz makijażu, prezentując w ten sposób kilka stylów, jakie wytworzyły się w przeciągu kilkunastu lat. W wideoklipie można ujrzeć Christinę między innymi jako Kobietę-Kota. Cały teledysk utrzymany został w futurystycznym i wizjonerskim stylu, zawdzięczając to edycjom komputerowym.
Klip ukazał się w brytyjskiej wersji sklepu iTunes Store dnia 30 października 2008 roku. Wideo uzyskało wyróżnienia. Podczas 2008 MTV Russia Music Awards Peter Berg był nominowany do nagrody w kategorii teledysk roku. Amerykańska stacja telewizyjna VH1 przypisała klipowi pozycję siedemnastą w swym rankingu czterdziestu najlepszych teledysków roku 2008. Wideoklip do utworu „Keeps Gettin’ Better”. opublikowany przez oficjalny kanał VEVO Christiny Aguilery w serwisie YouTube, został odtworzony ponad trzydzieści osiem milionów razy (stan na kwiecień 2020).

## Promocja
Po raz pierwszy Christina Aguilera zaprezentowała utwór w Hollywood dnia 7 września 2008 roku, podczas 25. ceremonii wręczenia nagród MTV Video Music Awards. Następnego dnia witryna internetowa MTV.com opisała wizerunek artystki:

Christina pojawiła się na występie w skórzanym, kocim stroju wyposażonym w srebrne opaski na ramię, czarną skórzaną maskę i czarną, cienką pelerynę, w platynowo-blond włosach. Stojąc na wieży złożonej z neonowo-litowych przegród, Aguilera zaprezentowała urywek futurystycznie szokującej wersji swojego pierwszego hitu, „Genie in a Bottle”. aby potem zakraść się na scenę oraz zaprezentować utwór „Keeps Gettin’ Better” – piosenkę dance o brzmieniu podobnym do tych tworzonych przez Goldfrapp.

Wokalistka w celach promocyjnych odwiedziła Zjednoczone Emiraty Arabskie, Ukrainę oraz Wielką Brytanię, gdzie zaprezentowała singel oraz kilka ze swoich poprzednich utworów. Promocyjna trasa koncertowa ruszyła 11 października 2008, zapoczątkowana występem podczas festiwalu Thisday Africa Rising, organizowanego przez londyńską halę Royal Albert Hall. Trasa miała obejmować także stolice wschodnioeuropejskie – Moskwę, Rygę i Kijów; ostatecznie Aguilera dała dwa koncerty w samej tylko stolicy Ukrainy 20 i 21 października. W Państwie Zjednoczonych Emiratów Arabskich artystka koncertowała w Abu Zabi. 23 listopada 2008, podczas gali American Music Awards 2008, Aguilera wystąpiła wykonując medley sześciu swych największych hitów, w grupie których znajdował się „Keeps Gettin’ Better”. Utwór wykorzystano także jako promo w serialu telewizyjnym Plotkara (Gossip Girl) w drugiej połowie listopada 2008 oraz podczas konkursu piękności Miss America 2009 w styczniu kolejnego roku.

## Nagrody i wyróżnienia
| Rok  | Ceremonia               | Nagroda                   | Rezultat  |
| ---- | ----------------------- | ------------------------- | --------- |
| 2008 | MTV Russia Music Awards | teledysk roku             | Nominacja |
| 2009 | EarOne Awards           | najlepsza piosenka        | Wygrana   |
| 2009 | Rocket Pop Music Awards | najlepsza piosenka popowa | Nominacja |

## Listy utworów i formaty singla
| Ogólnoświatowy singel CD 1. „Keeps Gettin’ Better” – 3:03 2. „Keeps Gettin’ Better” (Instrumental) – 3:04 Niemiecki singel CD 1. „Keeps Gettin’ Better” – 3:02 2. „Keeps Gettin’ Better” (Tom Neville’s Worse For Wear Remix) – 7:25 Ogólnoświatowy digital download 1. „Keeps Gettin’ Better” – 3:02 2. „Keeps Gettin’ Better” (Tom Neville’s Worse For Wear Remix) – 7:25 Meksykański singel CD 1. „Womanizer” – 3:43 2. „Keeps Gettin’ Better” – 3:02 | Promocyjny singel CD 1. „Keeps Gettin’ Better” (Main Version) – 3:03 2. „Keeps Gettin’ Better” (Remix) – 2:43 3. „Keeps Gettin’ Better” (Call Out Hook) – 0:18 Ogólnoświatowy digital download złożony z remiksów 1. „Keeps Gettin’ Better” (Jody den Broeder Trip Radio) – 4:06 2. „Keeps Gettin’ Better” (Jason Nevins Radio) – 3:18 3. „Keeps Gettin’ Better” (Donni Hotwheel Radio) – 3:19 4. „Keeps Gettin’ Better” (Jody den Broeder Super Club) – 9:35 5. „Keeps Gettin’ Better” (Baggi Begovic & Soul Conspiracy Dub Mix) – 9:04 6. „Keeps Gettin’ Better” (Jody den Broeder Trip Club Mix) – 8:29 |

## Twórcy
- Główne wokale, wokale wspierające: Christina Aguilera
- Producent: Linda Perry
- Autor: Christina Aguilera, Linda Perry
- Dowodzący instrumentami: Linda Perry
- Automat perkusyjny: Marc Jameson
- Inżynier dźwięku: Linda Perry
- Mixer: Tchad Blake

## Pozycje na listach przebojów
| Kraj/region              | Notowanie (2008/2009)         | Wydawca                         | Najwyższa pozycja |
| ------------------------ | ----------------------------- | ------------------------------- | ----------------- |
| Argentyna                | Top 100 Airplay               | IFPI                            | 19                |
| Argentyna                | Top 100 Singles               | IFPI                            | 26                |
| Armenia                  | Official Singles Chart        | IFPI                            | 1                 |
| Australia                | Top 100 Airplay               | AUM Report                      | 1                 |
| Australia                | Top 100 Singles               | ARIA Charts                     | 26                |
| Australia                | Top 40 Digital Track Chart    | ARIA Charts                     | 21                |
| Austria                  | Digital Song Sales            | Billboard                       | 7                 |
| Austria                  | Top 75 Singles                | Ö3 Austria Top 40               | 15                |
| Belgia (Flandria)        | Ultratip 30                   | Ultratop                        | 10                |
| Belgia (Region Waloński) | Ultratip 30                   | Ultratop                        | 8                 |
| Brazylia                 | Top 100 Singles               | Billboard Brasil                | 32                |
| Bułgaria                 | Top 40 Singles                | IFPI                            | 2                 |
| Chile                    | Top 100 Singles               | Nielsen Chile/IDERE/Monitec     | 28                |
| Chorwacja                | Official Singles Chart        | HRT                             | 10                |
| Chorwacja                | Top 100 Airplay               | YE                              | 8                 |
| Ekwador                  | Official Singles Chart        | IFPI                            | 17                |
| Estonia                  | Official Airplay Chart        | IFPI                            | 11                |
| Europa                   | Hot 100 Singles               | Billboard                       | 29                |
| Europa                   | Official Airplay Chart        | IFPI                            | 20                |
| Filipiny                 | Official Singles Chart        | PARI                            | 3                 |
| Grecja                   | Top 50 Singles                | ΕΕΠΗ                            | 40                |
| Gruzja                   | Official Airplay Chart        | IFPI                            | 1                 |
| Holandia                 | Tipparade Top 30              | MegaCharts                      | 6                 |
| Honduras                 | Official Singles Chart        | IFPI                            | 6                 |
| Indonezja                | Official Singles Chart        | LIMA                            | 1                 |
| Indonezja                | Top 50 Singles                | Creative Disc                   | 1                 |
| Irlandia                 | Digital Song Sales            | Billboard                       | 10                |
| Irlandia                 | Top 50 Singles                | IRMA                            | 14                |
| Japonia                  | Japan Hot 100                 | Billboard/Hanshin Contents Link | 17                |
| Japonia                  | Top 100 Airplay               | Billboard/Hanshin Contents Link | 5                 |
| Kanada                   | Canada Hot AC                 | Billboard                       | 6                 |
| Kanada                   | Canadian Digital Song Sales   | Billboard                       | 4                 |
| Kanada                   | Canadian Hot 100              | Billboard                       | 4                 |
| Korea Południowa         | Top 100 Singles               | Gaon Chart                      | 3                 |
| Kostaryka                | Top 40 Airplay                | Los 40                          | 16                |
| Kostaryka                | Top 40 Singles                | IFPI                            | 11                |
| Liban                    | Top 20 Singles                | Mix FM                          | 5                 |
| Łotwa                    | Top 50 Airplay                | IFPI                            | 28                |
| Niemcy                   | Top 100 Airplay               | MusicTrace                      | 9                 |
| Niemcy                   | Top 100 Singles               | Media Control Charts            | 14                |
| Niemcy                   | Top 30 Airplay                | Nielsen Music Control/BVMI      | 9                 |
| Nowa Zelandia            | Pop Radio Chart               | Radioscope                      | 17                |
| Nowa Zelandia            | Top 40 Singles                | RIANZ                           | 36                |
| Polska                   | Top 50 Singles                | IFPI                            | 58                |
| Rosja                    | Official Airplay Chart        | Tophit                          | 49                |
| Słowacja                 | Top 100 Singles               | IFPI                            | 13                |
| Stany Zjednoczone        | Adult Pop Songs               | Billboard                       | 21                |
| Stany Zjednoczone        | Billboard Hot 100             | Billboard                       | 7                 |
| Stany Zjednoczone        | Digital Songs                 | Billboard                       | 5                 |
| Stany Zjednoczone        | Hot 200 Airplay               | RIAA                            | 19                |
| Stany Zjednoczone        | Hot Dance Club Songs          | Billboard                       | 7                 |
| Stany Zjednoczone        | Pop 100                       | Billboard                       | 11                |
| Stany Zjednoczone        | Pop 100 Airplay               | Billboard                       | 11                |
| Stany Zjednoczone        | R&R CHR/Pop Charts            | Radio & Records                 | 11                |
| Stany Zjednoczone        | Top 40 Mainstream (Pop Songs) | Billboard                       | 11                |
| Szwajcaria               | Top 100 Singles               | Schweizer Hitparade             | 21                |
| Świat                    | Global Dance Track            | Billboard                       | 19                |
| Świat                    | United World Chart            | Media Traffic                   | 14                |
| Tokio                    | Hot 100 Singles               | J-Wave                          | 3                 |
| Turcja                   | Top 20 Singles                | Billboard Türkiye               | 2                 |
| Ukraina                  | Official Singles Chart        | IFPI                            | 15                |
| Wenezuela                | Official Singles Chart        | IFPI                            | 7                 |
| Węgry                    | Editors’ Choice Rádiós Top 40 | MAHASZ                          | 27                |
| Wielka Brytania          | UK Singles Chart              | OCC                             | 14                |
| Włochy                   | Top 50 Airplay                | EarOne                          | 6                 |
| Włochy                   | Top 100 Airplay               | FIMI                            | 11                |
| Włochy                   | Top 50 Singles                | FIMI                            | 12                |

### Listy końcoworoczne
| Kraj      | Notowanie (2008)   | Wydawca       | Pozycja |
| --------- | ------------------ | ------------- | ------- |
| Chorwacja | Top 100 Airplay    | YE            | 76      |
| Kanada    | Canadian Hot 100   | Billboard     | 85      |
| Niemcy    | Top 100 Airplay    | MusicTrace    | 70      |
| Świat     | United World Chart | Media Traffic | 35      |

## Historia wydania
| Region            | Data                 | Format                    | Wytwórnia                |
| ----------------- | -------------------- | ------------------------- | ------------------------ |
| Australia         | 9 września 2008      | digital download, airplay | Sony Music Entertainment |
| Hiszpania         | 9 września 2008      | digital download, airplay | Sony Music Entertainment |
| Holandia          | 9 września 2008      | digital download, airplay | Sony Music Entertainment |
| Kanada            | 9 września 2008      | digital download, airplay | Sony Music Entertainment |
| Włochy            | 22 września 2008     | digital download, airplay | Sony Music Entertainment |
| Stany Zjednoczone | 23 września 2008     | airplay                   | RCA Records              |
| Stany Zjednoczone | 30 września 2008     | digital download          | RCA Records              |
| Australia         | 25 października 2008 | singel CD                 | Sony Music Entertainment |
| Wielka Brytania   | 3 listopada 2008     | digital download          | Sony Music Entertainment |
| Europa            | 7 listopada 2008     | singel CD                 | Sony Music Entertainment |
| Tajwan            | 13 lutego 2009       | singel CD                 | Sony Music Entertainment |

## Informacje dodatkowe
- Covery utworu nagrali Shianne Phillips oraz Marco Chaira.
- „Keeps Gettin’ Better” znalazł się na wydanej przez Sony BMG kompilacji Now That’s What I Call Music! 30 (2009).